# Ophiorrhiza linearifolia
Ophiorrhiza linearifolia är en måreväxtart som beskrevs av Elmer Drew Merrill. Ophiorrhiza linearifolia ingår i släktet Ophiorrhiza och familjen måreväxter. Inga underarter finns listade i Catalogue of Life.